# (2382) Nonie
(2382) Nonie est un astéroïde de la ceinture principale.

## Description
(2382) Nonie est un astéroïde de la ceinture principale. Il fut découvert le 13 avril 1977 à Bickley par l'observatoire de Perth. Il présente une orbite caractérisée par un demi-grand axe de 2,76 UA, une excentricité de 0,33 et une inclinaison de 31,0° par rapport à l'écliptique.

## Compléments